# Conistra suffusa
Conistra suffusa är en fjärilsart som beskrevs av Tutt 1892. Conistra suffusa ingår i släktet Conistra och familjen nattflyn. Inga underarter finns listade i Catalogue of Life.